# Ilinca
Maria Ilinca Băcilă (* 17. August 1998 in Târgu Mureș) ist eine rumänische Sängerin. 

## Leben und Wirken
Ilinca stammt aus einer musikalischen Familie aus Cluj-Napoca und machte 2017 ihr Abitur. Im Alter von 14 Jahren nahm sie an der rumänischen Version von The X-Factor teil, zwei Jahre später an Românii au Talent und 2014 an Vocea României, wo sie das Halbfinale erreichte.
2017 nahm sie an der Selecția Națională 2017 teil, dem rumänischen Vorentscheid zum Eurovision Song Contest. Zusammen mit Alex Florea erreichten sie mit dem Duett Yodel It! in der Vorrunde den ersten Platz, bevor sie dies im Finale am 5. März wiederholen konnten. Dabei erreichten sie mit fast 10.400 Stimmen fast doppelt so viele Stimmen wie der Zweitplatzierte Mihai Trăistariu, der Rumänien bereits beim Eurovision Song Contest 2006 vertreten hatte. Damit vertraten Ilinca und Alex Florea Rumänien beim Eurovision Song Contest 2017 in Kiew. Im zweiten Halbfinale platzierten sie sich unter den besten zehn und qualifizierten sich damit für das Finale. Im Finale kamen sie auf Platz sieben.
Auf ihrem YouTube-Kanal Yodelinca dokumentierte sie ihre Eurovision Song Contest-Reise mit elf Video-Logs und sprach in ihrem Video „My life after EUROVISION“ darüber, wie sich ihr Leben nach dem ESC entwickelt hat.
Im Februar 2018 gab sie in einem ihrer Videos bekannt, dass sie für ein Projekt eines rumänischen Fotografen zusammen mit 25 anderen Künstlern nackt posiert hat und spricht über ihre dabei gesammelten Erfahrungen sowie ihre Beweggründe.

## Diskografie
Singles
- 2017: Yodel It! (mit Alex Florea)
- 2017: Amici
- 2018: Nu acum
- 2019: Yodele-ee-hee![10]